# Verwaltungsgemeinschaft Arneburg-Krusemark
Die Verwaltungsgemeinschaft Arneburg-Krusemark im Landkreis Stendal in Sachsen-Anhalt (Deutschland) war der verwaltungspolitische Zusammenschluss der Gemeinden Altenzaun, Beelitz, Behrendorf, Hassel, Hindenburg, Hohenberg-Krusemark, Jarchau, Sandauerholz, Sanne, Schwarzholz, Storkau (Elbe) und Werben (Elbe) sowie der Stadt Arneburg.
Die Verwaltungsgemeinschaft wurde am 1. Januar 2005 aufgelöst und die Gemeinden in die neue Verwaltungsgemeinschaft Arneburg-Goldbeck integriert.

## Politik

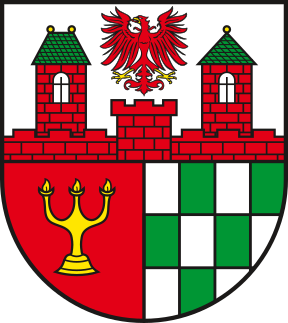
Wappen der VG Arneburg-Krusemark

### Wappen
Das Wappen wurde am 18. April 1994 durch das Regierungspräsidium Magdeburg genehmigt.
Blasonierung: „Geteilt und halbgespalten; oben in Silber wachsend eine gezinnte rote Burgmauer mit gezinntem Torturm und zwei Mauertürmen mit je einem Rundbogenfenster grünbedacht und goldbeknauft; der rechte Turm mit Satteldach, der linke mit Spitzdach; über dem Torturm schwebend ein goldbewehrter roter Adler; unten vorn in Rot ein dreiarmiger goldener Leuchter; unten hinten zweimal geteilt, dreimal gespalten von Silber und Grün.“
Das obere Feld zeigt Teile des Arneburger Stadtwappens und steht für die namengebende Stadt. Das untere linke Feld mit dem goldenen Leuchter steht für die zweite namengebende Gemeinde Krusemark. Die elf kleinen Felder stehen für die elf weiteren Gemeinden, die bei der Gründung der VG Mitglied wurden. Der Adler im oberen Bereich des Wappens steht ebenfalls als Symbol für die Stadt Werben.